# 屯門兒童合唱團
屯門兒童合唱團成立於1981年，為香港政府註冊的非牟利慈善團體。除男女童聲合唱外，屯門兒童合唱團於1989年成立自己的管弦樂隊。
屯門兒童合唱團亦常跟著名合唱團作交流或聯合演出，包括新界九區兒童合唱團、葉氏兒童合唱團等。

## 概要

### 屯門兒童合唱團
屯門兒童合唱團創辦於1981年，為一個由政府協助成立的非牟利團體，成立以來，一直積極為屯門區內兒童提供歌唱訓練，又定期在屯門及港、九多個地區的大會堂、文娛中心和學校舉行演唱會。
本團多年來致力培訓團員對音樂的興趣，部份團員於離團後仍然進修音樂，最後投身音樂事業，例如音樂教師、演藝人士（古典及流行歌手）等。
此外，本團亦積極與本港及外地著名合唱團作交流或聯合演出，包括新界九區兒童合唱團、葉氏兒童合唱團、英國曼徹斯特、美國畢克蒙、東京、冰島、上海、台北、高雄、廣州、北京、昆明、貴州、海南島及廈門等地的合唱團等互訪切磋。期間並獲頒「最徍童聲獎」及「黃果樹大瀑布獎」等。又邀請外地友團來港於週年音樂會同台演出，相互砥礪，建立友誼。

### 屯門兒童合唱團管弦樂團
屯門兒童合唱團管弦樂團成立於1989年，是本港目前唯一由地區兒童合唱團組成之管弦樂團。在合唱團男團員轉聲緣故下，遂於1987年組成樂團前身的七人銅管小組，其後再有女團員轉習樂器，於是小提琴組及木管樂組相繼成立，並於1989年正式發展成為管弦樂團。
除與合唱團聯手演出外，樂團亦經常獨立演出。自成立以來，樂團積極與本港其他合唱團、樂團及音樂家合作，包括聲樂家葉葆菁女士、古典結他演奏家周啟良先生、香港兒童合唱團、赤煉鼓樂團、哈羅香港國際學校管弦樂團、天水圍音樂人管樂團及香港同人管弦樂團等。本團更會作海外表演，包括北京、上海、台灣、深圳、廣州、四川、海南島及廈門。樂團亦經常獲邀參與不同類型的演出，包括ATV2012人氣春晚唱紅亞洲錄影、ATV 2013感動香港年度人物頒獎禮現場配樂、屯門大會堂同樂日、荃灣夜之夢音樂節演出等。本團亦積極參與不同的比賽。
樂團提供高水平的合奏訓練，培養團員對音樂的濃厚興趣。同時，本團著重團員之個人技巧發揮，音樂層次之認知及音樂素養之表現，希望栽培有志投身音樂事業之團員。本團不少團員順利於本港各大專院校進修音樂，包括香港演藝學院、香港中文大學、香港浸會大學、香港教育大學、香港音樂專科學校等，當中不乏以音樂作為其終身事業。樂團目前由高級團和初級團組成，高級團以發展為青少年管弦樂團作目標，提供進階的樂團訓練；而初級團則能讓具音樂潛能的團員有樂團合奏的機會以提升音樂水平。
在2017年，本團首辦「音樂KOL」計劃，內容包括「管弦新力軍」和「屯門區聯校音樂匯演」，望與學界共同推動區內音樂發展之餘，更能將管弦樂推廣和普及化。

## 成員
行政總監：區品賢先生
音樂總監：區品聖先生

## 所獲獎項
2018
- 第5屆香港國際音樂節藝韻盃「管弦樂團公開組」冠軍
- 聖西西利亞國際音樂大賽「混合合奏組」冠軍 及「弦樂合奏組」冠軍

2016 及 2017
- 聖西西利亞國際音樂大賽「木管樂合奏組」冠軍 及 「弦樂合奏組」冠軍

2003 及 2004
- 香港青年音樂匯演「最優秀樂團大獎」

## 首演曲目
天空中的丁粒妹
作曲：Turtlesnabbit
指揮：陳俊文
樂團：屯門兒童合唱團管弦樂團
(管弦樂團作品)
2014年12月29日 屯門兒童合唱團管弦樂團25周年音樂會
此作品為沈智穎團員特別為樂團25周年所創作的原創作品
Dream in the Matrix (夢遊音列)
作曲：陳永樑
指揮：陳永樑
樂團：屯門兒童合唱團管弦樂團
(管弦樂團作品)
2009年12月28日 屯門兒童合唱團管弦樂團20周年音樂會
Moments in His Time
作曲、作詞：蘇鼎昌博士
指揮：區品聖先生
伴奏：葉蕙恩小姐、李汝恩小姐
領唱：廣 美知子 團員
合唱：屯門兒童合唱團
(合唱團作品)
2006年12月24日 屯門兒童合唱團25周年音樂會「童聲同Sing賀銀禧」
蘇博士為是次周年音樂會創作此曲
獻給孩子
作曲、填詞、編曲：區品聖
指揮：區品聖先生
鋼琴：區愷心小姐
領唱：陳永樑先生、關健德先生、劉銘鋒先生、彭杏兒小姐、馬穎嵐小姐、陳青昕小姐、鄭鴻虹團員
樂團：屯門兒童合唱團管弦樂團
2006年12月24日 屯門兒童合唱團25周年音樂會「童聲同Sing賀銀禧」

## 主辦展覽
| 日期                   | 名稱                                                     | 地點             |
| 2019年5月2日 至 6日    | 2019西洋樂器大搜查                                       | 屯門大會堂展覽廳 |
| 2009年12月11日 至 12日 | 慶祝中華人民共和國成立60周年「西洋樂器博覽及音樂欣賞會」 | 屯門大會堂展覽廳 |

## 電視節目
- 2019年4月6日及4月13日 ViuTV節目「舉高雙手」之屯門兒童合唱團

## 本地主辦音樂會
| 日期           | 時間                    | 名稱                                           | 地點                   | 嘉賓                                                                         |
| 2019年12月24日 | 晚上7時30分             | 屯門兒童合唱團管弦樂團30周年音樂會             | 屯門大會堂演奏廳       | 余嘉露，李嘉恩                                                               |
| 2019年8月31日  | 上午11時30分            | 夏日音樂會2019                                 | 屯門大會堂文娛廳       |                                                                              |
| 2019年5月18日  | 上午11時                | 第二屆「音樂KOL」計劃 聯校音樂匯演             | 屯門青松觀綜合大樓禮堂 |                                                                              |
| 2018年12月30日 | 晚上7時15分             | 屯門兒童合唱團37周年音樂會「JUST聲？DANCE！」  | 屯門大會堂演奏廳       |                                                                              |
| 2018年8月25日  | 上午11時30分            | 夏日音樂會2018                                 | 屯門大會堂文娛廳       |                                                                              |
| 2018年4月28日  | 上午11時                | 第一屆屯門區「音樂KOL」計劃 聯校音樂匯演       | 屯門龍逸社區會堂禮堂   |                                                                              |
| 2017年12月23日 | 晚上7時30分             | 屯門兒童合唱團36周年音樂會「音樂萬花筒」       | 屯門大會堂演奏廳       |                                                                              |
| 2017年8月19日  | 上午11時30分            | 夏日音樂會2017                                 | 屯門大會堂文娛廳       |                                                                              |
| 2016年12月30日 | 晚上7時30分             | 屯門兒童合唱團35周年音樂會                     | 屯門大會堂演奏廳       | 葉葆菁                                                                       |
| 2015年12月28日 | 晚上7時30分             | 屯門兒童合唱團34周年音樂會                     | 屯門大會堂演奏廳       | 周啟良                                                                       |
| 2015年8月15日  | 上午11時 及 下午3時30分 | 夏日動漫歌謠祭2015                             | 屯門大會堂文娛廳       | 香港同人管弦樂團                                                             |
| 2014年12月29日 | 晚上7時30分             | 屯門兒童合唱團管弦樂團25周年音樂會             | 屯門大會堂演奏廳       | 葉葆菁，赤煉鼓樂團，鄧曉霖(嘉賓司儀)                                         |
| 2014年8月23日  | 上午11時 及 下午3時     | 經典金曲大熱唱                                 | 屯門大會堂文娛廳       |                                                                              |
| 2013年8月10日  | 上午11時 及 下午3時     | 夏日動漫歌謠祭                                 | 屯門大會堂文娛廳       | 天水圍音樂人管樂團，Happy Together無伴奏合唱小組，中華基督教青年會中學牧笛隊 |
| 2013年2月2日   | 晚上7時30分             | 屯門兒童合唱團31周年音樂會「光影流星慶31」     | 屯門大會堂演奏廳       |                                                                              |
| 2011年12月31日 | 晚上7時30分             | 屯門兒童合唱團30周年音樂會                     | 屯門大會堂演奏廳       |                                                                              |
| 2011年1月2日   | 下午3時                 | 屯門兒童合唱團29周年音樂會「穗港情濃」         | 屯門大會堂演奏廳       | 南方少兒電視藝術團                                                           |
| 2009年12月28日 | 晚上7時30分             | 屯門兒童合唱團管弦樂團20周年音樂會             | 屯門大會堂演奏廳       |                                                                              |
| 2008年12月30日 | 晚上7時30分             | 屯門兒童合唱團27周年音樂會                     | 屯門大會堂演奏廳       | 十一分音符手鈴隊                                                             |
| 2007年12月23日 | 晚上7時30分             | 屯門兒童合唱團26周年音樂會「新里程音樂會」     | 屯門大會堂演奏廳       |                                                                              |
| 2006年12月24日 | 下午3時                 | 屯門兒童合唱團25周年音樂會「童聲同Sing賀銀禧」 | 屯門大會堂演奏廳       |                                                                              |
| 2004年2月14日  | 晚上7時                 | 屯門兒童合唱團管弦樂團15周年音樂會             | 屯門大會堂演奏廳       | 哈爾濱哈藥總廠童聲合唱藝術團                                                 |

## 歷年海外演出
由1990起，合唱團經常赴外地演出，當中除交流表演外，亦包括全國性比賽、大型活動儀式等。
| 日期       | 音樂會名稱                  | 地點             | 合作團體                              |
| ---------- | --------------------------- | ---------------- | ------------------------------------- |
| 1990年12月 | 天使之聲音樂會              | 台北             | 台北華新兒童合唱團                    |
| 1991年4月  | 童聲傳友誼音樂會            | 廣州             | 白雲區少年宫合唱團                    |
| 1991年8月  | 童聲傳友誼音樂會            | 深圳             | 深圳藝術學校                          |
| 1992年8月  | 93' 首屆童聲合唱節          | 北京             | 國內六十隊合唱團                      |
| 1994年8月  | 「蜀港情濃」四川巡迴音樂會  | 成都、樂山、重慶 | 成都每日電視台合唱團 重慶小白鴿合唱團 |
| 1995年8月  | 「陝港情濃」音樂會          | 西安             | 小天鵝合唱團                          |
| 1995年12月 | 港台童聲合唱音樂會          | 台北、高雄       | 台北市兒童合唱團 高雄市兒童合唱團     |
| 1996年7月  | 「滬港情濃」音樂會          | 上海             | 上海音樂家協會少女合唱團              |
| 1997年7月  | 97'中國貴州合唱節           | 貴陽             | 國內多隊合唱團                        |
| 1997年7月  | 「滇港情濃」音樂會          | 昆明             | 紅葉少年合唱團                        |
| 1997年12月 | 「京港情濃」音樂會          | 北京             | 中央電視台銀河少年合唱團              |
| 1998年8月  | 「琼港情濃」音樂會          | 海口             | 海南省電視台少年合唱團                |
| 1999年7月  | 「閩港情濃」音樂會          | 廈門             | 廈門少年宮佳利少年合唱團              |
| 2000年12月 | 揚帆新世紀演出百場閉幕式    | 北京             | 北京各中、小學合唱團                  |
| 2001年8月  | 東亞地區兒童藝術節          | 北京             | 東亞各地兒童藝術團                    |
| 2002年7月  | 「滬港情濃」音樂會          | 上海             | 春天少兒合唱團                        |
| 2004年8月  | 04'南海童聲合唱節           | 南海             | 國內多隊合唱團                        |
| 2005年8月  | 05'國際兒童合唱團（亞洲區） | 泰國曼谷         | 多隊亞洲合唱團                        |
| 2006年7月  | 第二屆世界華人青少年藝術節  | 澳門及珠海       | 多隊國內外華人合唱團                  |
| 2008年8月  | 「湘港情濃」音樂會          | 湖南長沙         | 湖南婦女聯合會小銀鈴兒童合唱團        |
| 2008年12月 | 傳遞城市樂音 展現穗港文明   | 廣州             | 廣州荔灣少年宮合唱團 廣州一中樂隊     |
| 2008年12月 | 傳遞城市樂音 展現莞港文明   | 東莞             | 東莞周末工程兒童合唱團                |
| 2010年5月  | 第九屆中國藝術節開幕式      | 廣州             | 由全國而來的藝術工作者                |

## 外部連結
- 官方网站
- 屯門兒童合唱團的Facebook專頁
- YouTube上的屯門兒童合唱團頻道